# Roh Sang-rae
Dans ce nom coréen, le nom de famille, Roh, précède le nom personnel.
Roh Sang-rae (coréen : 노상래) (né le 15 décembre 1970 à Gunsan en Corée du Sud) est un footballeur international sud-coréen, qui évoluait au poste d'attaquant, avant de devenir entraîneur.

## Biographie

### Carrière de joueur

#### Carrière en sélection
Avec l'équipe de Corée du Sud, il joue 25 matchs (pour 6 buts inscrits) entre 1995 et 1997. Il figure notamment dans le groupe des sélectionnés lors de la coupe d'Asie des nations de 1996.

## Palmarès
Chunnam Dragons
- Championnat de Corée du Sud :
  - Meilleur buteur : 1995 (15 buts).